# Kate Major
Pour les articles homonymes, voir Major (homonymie).
Kate Major, née le 3 décembre 1977 dans le Queensland, est une triathlète australienne, vainqueur sur triathlon Ironman et Ironman 70.3. Dans sa jeunesse, elle pratique le squash.

## Biographie

### Jeunesse
Kate Major a un frère et une sœur jumelle, elle commence à courir à l'école primaire durant des cross-country en Australie, où elle grandit. Dans son enfance, elle n'aime pas vraiment courir ayant des difficultés respiratoires. Au collège, elle commence la pratique du squash, et participe à des stages très durs de préparation à des compétitions. À l'Université de la Sunshine Coast, elle commence à faire des triathlons avec un club (« Troy Fiddler ») avec l'intention d'apprendre à mieux nager. Elle devient tout d'abord professionnelle pendant cinq années dans le squash pour atteindre la 19e place mondiale. Elle participe à trois éditions des championnats du monde, en 1997, 1998 et 1999, trois éditions conclues par une élimination au premier tour.

### Carrière en triathlon
En l'an 2000, elle se lance dans le triathlon de haut niveau, avec de belles qualités en course en pied, et surtout un point fort en cyclisme. Kate remporte dès 2004, l'Ironman USA dans un temps de 9 h 24 min 42 s devant la Canadienne Heather Fuhr et la Néo-Zélandaise Joanna Lawn. Mais ses meilleures performances resteront ses trois troisièmes places du championnat du monde d'Ironman à Kailua-Kona (2004, 2005 et 2007).

### Vie privée
Kate Major a vécu à San Diego en Californie entre 2004 et 2006. Elle déménage à San Francisco et se  marie avec Jeffrey Young le 16 décembre 2007, ils ont une fille Charli née en 2013. Elle est également impliquée depuis de nombreuses années dans un combat caritatif pour amasser des fonds pour la Fondation Juin Canavan, une femme médecin qui soigne les sportifs de leur asthme, Kate a elle-même été soignée par la Docteur Canavan pour ce problème.

## Palmarès
Le tableau présente les résultats les plus significatifs (podium) obtenus sur le circuit international de triathlon depuis 2003.
| Année | Compétition                                  | Pays       | Position           | Temps           |
| ----- | -------------------------------------------- | ---------- | ------------------ | --------------- |
| 2010  | Ironman 70.3 Racine                          | États-Unis | Médaille d'argent  | 4 h 17 min 55 s |
| 2010  | Ironman 70.3 Rhode Island                    | États-Unis | Médaille d'argent  | 4 h 30 min 36 s |
| 2010  | Ironman 70.3 Mooseman                        | États-Unis | Médaille d'argent  | 4 h 31 min 37 s |
| 2009  | Ironman Coeur d’Alene                        | États-Unis | Médaille d'argent  | 9 h 32 min 10 s |
| 2008  | Ironman 70.3 Boise                           | États-Unis | Médaille d'or      | 4 h 24 min 44 s |
| 2008  | Ironman Australie                            | Australie  | Médaille d'argent  | 9 h 9 min 12 s  |
| 2007  | Ironman 70.3 Californie                      | États-Unis | Médaille d'or      | 4 h 26 min 15 s |
| 2007  | Ironman Japon                                | Japon      | Médaille d'argent  | 9 h 48 min 35 s |
| 2007  | Ironman - Championnat du monde à Kailua-Kona | États-Unis | Médaille de bronze | 9 h 19 min 13 s |
| 2005  | Ironman - Championnat du monde à Kailua-Kona | États-Unis | Médaille de bronze | 9 h 12 min 39 s |
| 2005  | Ironman Arizona                              | États-Unis | Médaille d'or      | 9 h 44 min 3 s  |
| 2004  | Ironman - Championnat du monde à Kailua-Kona | États-Unis | Médaille de bronze | 10 h 1 min 56 s |
| 2004  | Ironman USA                                  | États-Unis | Médaille d'or      | 9 h 24 min 42 s |
| 2004  | Ironman Australie                            | Australie  | Médaille de bronze | 9 h 24 min 51 s |
| 2003  | Ironman Australie                            | Australie  | Médaille d'argent  | 9 h 22 min 6 s  |